# Новач (Джурджу)
Новач (рум. Novaci) — село у повіті Джурджу в Румунії. Адміністративно підпорядковане місту Міхейлешть.
Село розташоване на відстані 17 км на південний захід від Бухареста, 44 км на північ від Джурджу.

## Населення
За даними перепису населення 2002 року у селі проживали 1257 осіб.
Національний склад населення села:
| Національність | Кількість осіб | Відсоток |
| -------------- | -------------- | -------- |
| румуни         | 1240           | 98,6%    |
| цигани         | 16             | 1,3%     |

Рідною мовою назвали:
| Мова      | Кількість осіб | Відсоток |
| --------- | -------------- | -------- |
| румунська | 1246           | 99,1%    |
| циганська | 10             | 0,8%     |